# Mats Solheim
Mats Goberg Solheim, född 3 december 1987 i Loen i Norge, är en norsk före detta professionell fotbollsspelare. 

## Karriär

### Sogndal
Solheim kom år 2006 till Sogndal Fotball från Stryn. 

### Kalmar FF
Under hösten 2011 blev det klart att Solheim från säsongen 2012 skulle spela för svenska Kalmar FF.
Under sin första tid i Kalmar, under försäsongen 2012, skadade sig Solheim allvarligt i  sitt ena knä; detta i en träningsmatch mot AIK. Han spåddes efter därpå följande undersökningar att missa hela den följande fotbollssäsongen vilket också blev utfallet.
Följande säsong blev dock bättre för norrmannen. Han spelade i 24 av 30 matcher i Allsvenskan och bidrog också med sina tre mål till att klubben till sist hamnade på en fjärdeplats i serien.

### Hammarby IF
Inför säsongen 2015 skrev Solheim på ett treårsavtal med Hammarby IF. I oktober 2017 förlängde han sitt kontrakt med två år samt med en option på ytterligare ett år.

### Stabæk
Den 27 november 2019 värvades Solheim av Stabæk, där han skrev på ett treårskontrakt.